# Genuchus hottentottus
Genuchus hottentottus är en skalbaggsart som beskrevs av Fabricius 1775. Genuchus hottentottus ingår i släktet Genuchus och familjen Cetoniidae. Inga underarter finns listade i Catalogue of Life.